# Isaura Gomes
Isaura Gomes (* 22. Februar 1944 auf Santiago, Portugiesisch-Kap Verde) ist eine kapverdische Politikerin (erst PAIGC, später MPD) und Pharmazeutin. Sie gehört heute zu den bekanntesten Pharmazeuten des Landes. Politisch engagierte sich bereits seit ihrer Jugend für eine Unabhängigkeit Kap Verdes und war in der PAIGC aktiv. Von 2004 bis 2011 war Gomes Bürgermeisterin der Insel São Vicente.

## Leben
Isaura Gomes wurde am 22. Februar 1944 als eines von sechs Kinder auf der Insel Santiago der damaligen portugiesischen Kolonie Kap Verde geboren. Ihre Mutter, Maria da Luz Tavares Gomes, arbeitete als Marktfrau, ihren Vater, João Lopes Gomes, angeblich ein Kaffeeschmuggler, migrierte 1947 ohne die Familie nach Venezuela.

### Jugend und Ausbildung
Gomes besuchte das Liceu Gil Eanes, die erste Sekundarschule der kapverdischen Inseln und schloss diese als beste Schülerin 1963 ab. Sie erhielt jedoch kein Stipendium für ein Studium, da ein Sohn portugiesischer Eltern mit niedrigeren Noten bevorzugt worden war. Um dennoch ihre Familie zu unterstützen, gab sie nach ihrem Schulabschluss zunächst Nachhilfestunden, bis ihr der einzige Zahnarzt der Inselgruppe, Anibal Lopes da Silva, zu einem Stipendium der Agência Geral do Ultramar verhalf. Sie studierte ab 1964 Pharmazie an der Universität Coimbra und absolvierte ihr Studium mit Bestnoten, sodass sie zusätzliche finanzielle Unterstützung des Staates erhielt. Nach ihrer licenciatura schloss sie eine Spezialisierung in klinischer Analyse an der Universität Porto an. Nach kurzer beruflicher Tätigkeit kehrte sie 1970 nach Kap Verde zurück.

### Politisches Engagement in der PAIGC
Der politische Aktivismus Isaura Gomes’ geht bereits auf ihre Schulzeit zurück, als sie 1962 mit anderen Mitschülerinnen und Mitschülern gegen die Ernennung eines kontinentalportugiesischen Schulleiters statt eines kapverdischen protestierte. Zahlreiche Schülerinnen und Schüler erhielten daraufhin Schulverweise, vorangetrieben von der auch auf den Kap Verden tätigen portugiesischen Geheimpolizei PIDE, Isaura Gomes entkam dem jedoch. Aber auch Gomes Familie war im Untergrund gegen die Kolonialmacht aktiv, was immer wieder zu Repressalien seitens der PIDE führte. Während ihres Studiums lernte sie in Coimbra zahlreiche Mitstudierende kennen, die sich ebenfalls gegen das Regime engagierten, was ihren Wunsch bestärkte sich für eine Unabhängigkeit ihres Heimatlandes einzusetzen. Nach ihrer Rückkehr nach Kap Verde leitete sie die Tätigkeiten der im Untergrund agierenden Unabhängigkeitsbewegung PAIGC.
Nach der Unabhängigkeit von Kap Verde am 5. Juli 1975 im Zuge der portugiesischen Nelkenrevolution, setzte sich Gomes in ihrer Partei für ein Mehrparteiensystem ein, konnte sich jedoch gemeinsam mit anderen nicht durchsetzen. Als einzige weibliche Abgeordnete der PAIGC setzte sie sich von 1975 bis 1981 vornehmlich für Frauenrechte auf der Inselgruppe ein. 1976 gründete sie mit anderen kapverdischen Frauen die Organização das Mulheres do Cabo Verde, die Organisation der Frauen von Kap Verde. Die Organisation war essentiell, um unter anderem die Gesetze für eine Liberalisierung des Schwangerschaftsabbruches durchzusetzen.
Frustriert von den Strukturen und der Ausrichtung der Partei, verließ Gomes die PAIGC jedoch 1981. In den 1980er Jahren setzte sich Gomes vor allem für eine Verbesserung des Gesundheitssystems auf den Kap Verden ein, und bildete zahlreiche Erwachsene in Pharmazie aus. Zwischenzeitlich war sie Pharmazeutische Leiterin des Landes und unterrichtete alle Labor- und Pharmazielehrlinge des Landes aus. Zwischenzeitlich studierte sie in Brasilien, kehrte jedoch aufgrund des Todes ihrer Mutter zurück und begann im Krankenhaus zu arbeiten. Aufgrund von Repressalien seitens des Staates und der Unzufriedenheit mit ihrer Arbeit im Krankenhaus, eröffnete sie 1989 die erste private Apotheke des Landes, Farmácia Jovem, und das erste private Labor des Landes, Labo Jovem.

### Parteipolitisches Engagement im Mehrparteiensystem
Neben ihrer pharmazeutischen Tätigkeit behielt sich auch nach der Einführung des Mehrparteiensystems in Kap Verde 1991 ihr Engagement für Frauenrechte bei. Von 1997 bis 2003 leitete sie den Verband der Geschäftsfrauen von Kap Verde (Associação das Mulheres Empresárias de Cabo Verde). 2001 leitete sie den Verband der kapverdischen Frauenförderungsorganisationen (Federação Caboverdiana das Associações de Promoção da Mulher).
Erst im Jahr 2000 engagierte sich wieder im parteipolitischen Wettbewerb Kap Verdes, als sie als Unabhängige für das Bürgermeisteramt (prefeito bzw. prefeita) der Stadt Mindelo bzw. der Gesamtgemeinde von São Vicente kandidierte, jedoch verlor. 2004 bewarb sie sich erneut als Unabhängige, gewann, und wurde somit die erste weibliche Bürgermeisterin des Landes. Nachdem sie 2005 der Partei Movimento para Democracia beitrat, wurde sie 2008 mit Unterstützung der Partei wiedergewählt. 2010 erkrankte sie schwer, sodass es ihr nicht möglich war ihr Amt vollständig auszuüben, sodass sie 2011 aus Gesundheitsgründen von dem Amt zurücktrat.

### Privat
1970 heiratete Isaura Gomes Daniel Henrique Cardoso, den damaligen Büroleiter des Stabschefs der portugiesischen Streitkräften auf den Kap Verden. Das Paar hatte drei Kinder. Die beiden trennten sich 1981.